# 佩姬·安·加纳
佩姬·安·加纳（英語：Peggy Ann Garner，1932年2月3日—1984年10月16日），女，美国演员。曾获得奥斯卡荣誉奖、速食布丁年度风云女性奖等奖项。